# 杨沂中
杨沂中（1102年—1166年11月30日），字正甫，河東路代州崞县人（今山西省忻州市原平市），南宋大将，官至少师、宁远军节度使、殿前副都指挥使、领殿前都指挥使职事，封恭国公；太师致仕，进封同安郡王；追封和王，赐谥武恭。

## 生平简介

### 将门之后
杨沂中是敦武郎、知麟州楊震(字子發)长子，武功大夫、贵州刺史、永兴军路马步军副总管杨宗闵(字景賢)之孙，身材魁梧，善于骑射。

### 屡立战功
宋徽宗宣和（1119-1125年）末年从军，积功至忠翊郎。宋钦宗靖康元年（1126年），杨沂中随中大夫、知信德府梁扬祖投奔河北兵马大元帅康王赵构，隶属于武功大夫、后军统制张俊。由于张俊的推荐，受到康王召见和赏识，但此后杨沂中仍在张俊麾下任职。宋高宗建炎元年（1127年）从破任城贼李昱，加阁门祗候；二年（1128年）从破嘉兴贼徐明，迁遥郡荣州刺史；三年（1129年）从定苗刘兵变，迁遥郡贵州团练使，授神武右军中部统领；四年（1130年）参与明州之战，迁遥郡文州防御使、神武右军中军统制；绍兴元年（1131年），参与镇压叛变的右武大夫、忠州防御使、舒蕲光黄镇抚使、兼知舒州李成，迁遥郡密州观察使。

### 掌管禁军
宋高宗绍兴二年（1132年），中侍大夫、密州观察使、神武右军中部统制杨沂中被任命为神武中军统制，兼提举宿卫亲兵。于时神武中军只有三千人，杨沂中沙汰老弱，招募勇壮，半年之内使其得到较大改观。
绍兴三年（1133年），平定严州贼缪罗，除带御器械，加遥郡保信军承宣使，兼权殿前司公事。
绍兴五年（1135年），兼权主管殿前司公事，兼权发遣鄜延路马步军副总管，以神武中军为殿前司军，正式改为禁军番号。

### 大敗偽齊
绍兴六年（1136年），迁正任密州观察使、龙神卫四厢都指挥使，率万人救援少保、保静、宁武、宁国军节度使、淮南西路兼太平州宣抚使刘光世，在藕塘之战中大破伪齐，生擒万余人，俘获船数百艘，车数千辆，以功迁保成军节度使、殿前都虞候、主管殿前司公事。

### 濠梁戰敗
绍兴七年（1137年），杨沂中任淮南西路制置使（淮西制置使），朝廷准备让他抚定郦琼各军，后来没有成行。绍兴九年（1139年），迁任殿前副都指挥使。
绍兴十年（1140年），金国背盟入侵河南，朝廷命令杨沂中任淮北宣抚副使，率兵到宿州，以步兵退屯于泗州。金国派人送假情报说敌骑数百屯于柳子镇。杨沂中打算前往攻击，有人认为不可，他不听。留王滋、萧保率一千骑兵守卫宿州，自率五百骑夜袭柳子镇，黎明时，没有见到敌人而回。金军以精兵埋伏在杨沂中归路上，杨沂中知道这一情况，于是横冲溃散。参议官曹勋不知道其是死是活，上报朝廷，朝廷震恐，于是下令暂且退保泗州。不久后，杨沂中自寿春渡淮河回到泗州，人心才安定下来。同年冬，他率兵返回临安行在。
绍兴十一年（1141年），金将完颜宗弼耻于顺昌之败，又谋南侵。朝廷诏令各地大军集结于淮西以等待敌人。于是杨沂中率领殿前司兵三万人戍守淮河，同金军在柘皋展开激战，击败金军。当时张俊任宣抚使，杨沂中任副使，刘锜任判官，王德任都统制，田师中、张子盖任统制官。金军以拐子马在两翼掩护前进，杨沂中说：“敌军依仗弓矢，我有办法对付它。”让万人手持长斧，如城墙而进，各军鼓噪奋击，金军大败，退屯紫金山，此战，损失将士九百人，金军死伤数以万计，而濠州之围依然未解。
張俊與楊存中、劉錡先議班師。會有人告往濠州之路已通，俊謂劉錡曰：『吾欲與存中屯淮上，撫濠梁國民，取宣化還金陵，存中則渡瓜洲還臨安。』次日，張俊命二人行動。諜報金人急攻濠，張俊倉忙退，邀劉錡於黃連埠會合，距州六十裏，聞濠州城已陷，召存中、劉錡議之。劉錡謂存中曰：『應奈何？』存中曰：『不過一戰，汝與張太尉在後，吾當居前而攻之。』劉錡曰：『本欲救濠，而今濠州既陷，進無所依，士卒思歸，士氣已沮，戰乃危道。不如退兵據險，等敵去，複謀對策。』眾皆曰：『好。』於是三人鼎足立營，使人候，告之曰：『賊已去。』張俊欲自立功，謂劉錡勿往，而令存中與德至濠州也。陳列未定，城中烟出，金人所伏騎兵萬餘人分兩翼而出。存中回首謂德曰：『如之何？』王德對曰：『吾為小將，安敢預言？』存中執鞭麾軍曰：『然則歸。』諸軍以為令其走，於是散亂南奔，無複行紀，金人在後追多。過一日，韓世忠率兵至，而不及矣。存中乃自宣化渡江歸行在。加檢校少保、開府儀同三司兼領殿前都指揮使，蓋賞柘皋勝之功，而免濠梁敗之罪。

### 封爵罷職
绍兴十二年（1142年），经高宗赐名，杨沂中改名为杨存中。宋徽宗棺椁下葬永固陵，命令杨存中都护。事毕后，拜少傅，以保傅管军，自杨存中开始。
绍兴十四年（1144年），杨存中请求到太学拜谒先圣，高宗说：「学校既兴，武将也应知崇尚，如汉朝羽林士都精通《孝经》，更何况其他呢？」
绍兴二十年（1150年），杨存中被封为恭国公。绍兴二十八年（1158年），拜为少师，地位视同枢密使。杨存中由于凡是军事重地都有统制官，唯独荆、襄地区没有，请示朝廷，于是才在荆南、襄阳设诸统制。
杨存中在殿中共二十五年，权力恩宠日盛，太常寺主簿李浩、敕令所删定官陆游、司封员外郎王十朋、殿中侍御史陈俊卿相继谏言。绍兴三十一年（1161年），杨存中被罢为太傅、醴泉观使，进封同安郡王，赐玉带，朔望时入朝。

### 不願議和
当时金主完颜亮有南侵的意图，杨存中进呈备敌十策。步军司统帅赵密暗中谋划夺取杨存中兵权，因此指责杨存中是喜功生事。杨存中听说后，上奏请求免职，赵密最终取代了他。不久，边防风声日益紧急，九月，诏令杨存中任御营宿卫使。刘汜在瓜洲战败，朝廷命令杨存中前往京口，作为守江之计。虞允文从采石来同他会合，杨存中同他齐心协力抗拒敌人，金军没能渡江。完颜亮死后，杨存中同虞允文乘轻舟渡江观察敌情。当金人请求和解时，杨存中上奏等到彼得新主之命，不要急忙答应。
高宗到建康，诏令杨存中护卫，并对宰相说：“杨存中唯命是从，忠贞不二，是我的郭子仪。”金朝使节又来请和，杨存中请求在江口把他拘留，移书审问，如能归还我的民众、交归旧土、减少岁币，恢复原白沟疆界，双方结为兄弟之好，像这样才能同金和议；否则，请求斩杀使者，急图恢复。恰逢高宗回驾，任命杨存中为江淮、荆襄路宣抚使，但遭到文臣反对，这一任命于是作罢。不久，杨存中依旧奉祠。
隆兴元年（1163年），官军在符离溃败，朝廷又任命杨存中为御营使。隆兴二年（1164年），金军再次入关，朝议割让四川的和尚原给金国。杨存中入对说：“和尚原，是陇右藩篱要害之地。敌人得到它，就可以睥睨汉川；我们得到它，就能够下兵秦雍。以前议论给予金国，吴璘力争不从。如今吴璘在远方，来不及知道。我如不说，不仅有负陛下，也有愧于吴璘。近来，王师尽出精锐而后才得到这块地方，希望不要放弃。”
不久，金军又攻淮甸，诏令杨存中同都督江、淮事。汤思退被罢免后，升任都督，杨存中入宫辞谢，孝宗赐座，并赐给玉鞍勒。当时诸军各自守卫自己辖区，不能互相协同，杨存中召集诸将进行协调，于是才互相应援。孝宗亲自写信赐他说：“诸将协同和睦，互相策应，是你的功劳。”恰逢金军已深入南下，朝廷计议准备舍弃淮河保卫长江，杨存中坚持不可，才作罢。金军在扬州，有人劝杨存中派兵攻打。杨存中不敢渡江，只是临江固垒以防敌军。金军不久请求恢复和好。

### 班師去世
乾道元年（1165年），杨存中班师，朝廷加他为昭庆军节度使，再次奉祠。当时兴起屯田，杨存中将自己在楚州的私田三万九千亩献出。
乾道二年（1166年），杨存中去世，时年六十五岁。以太师身份致仕，被追封为和王，谥号“武恭”。高宗追念旧臣，为他流泪，赠钱十万。
乾道八年（1172年）八月一日，孝宗亲题杨存中神道碑额为“安民定功翊运忠德之碑”。
高宗依靠诸将，对杨存中眷顾尤其深厚，曾经说：「我对杨存中，抚绥胜过对我的子弟」。濠、庐之战，亲笔告诫他说：「如不前进，当以军法论处」。赵密代替他统帅殿前司，高宗就例举唐朝宰相崔佑甫夺取宦官王驾鹤神策军兵权之事，以事先警戒大臣。等到此事安定后，高宗又说：「杨存中被罢免，我三天晚上睡不安寝」
。

## 延伸阅读
[在维基数据编辑]
 《宋史·卷367》，出自脱脱《宋史》